# الملك الضحاك
الضحاك من أهم الشخصيات الشاهنامة والأبستاق وذكر اسمه في الأساطير الأذرية والإيرانية والكوردية الدينية والتاريخية.

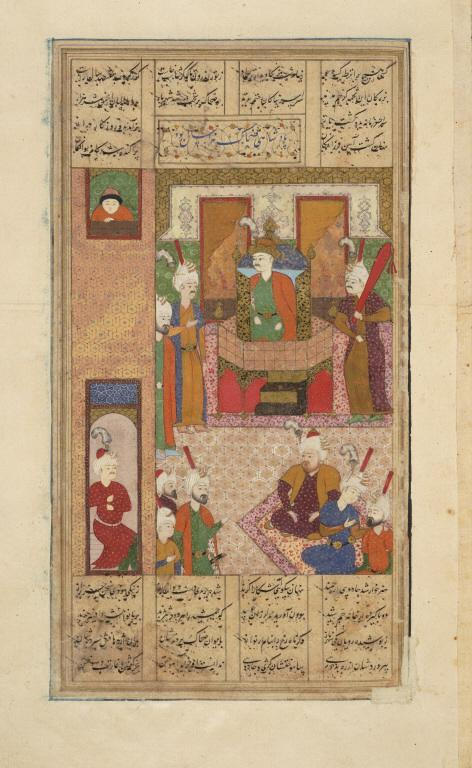
اجتمع ملوك الفرس إلى باب الضحاك، وأذعنوا له بالطاعة. فقدم أرضهم، وجلس على تخت السلطنة، ووضع على رأسه تاج الملك، وجمع عساكر البر والبحر ثم ملك الضحاك، وعم ملكه طلاع الأرض شرقا وغربا، وبرا وبحرا. الشاهنامه 8:23

## اسمه وألقابه
وذكر اسمه في الأفستا باسم أزي‌دهاكه وفي الكتب الفارسية والعربية باسم أزدهاق وأزيدهاك، وذلك أصل كلمة ضحاك التي تذكر في الشاهنامة وغيرها. وكان أزي‌دهاكه روح شريرة في الأساطير الآرية. وفي الأفستا كان أزي‌دهاكه شيطاناً يمنع ماء السحاب أن ينزل إلى الأرض. وفي الأفستا كان أزي‌دهاكه ملكاً جباراً ظالماً مستبداً برأيه. وكان ضحاك يلقب «بيوراسب» وأنها كلمة مركبة من «بيور» ومعناها عشرة آلاف ومن «اسب» أي الفرس. وكان يلقب بالتازي أي عرب. کان ضحاک من أهالي بلد اليمن.

## نسبه وملكه
كان ضحاك يحكم مملكة عاصمتها بابل، وكان من ملوك الكنعانيين. ومن المؤرّخين من يقول أن نمرود بن كنعان هو الضحاك. والطبري يرد هذا وينكر أن يكون للنبط ملك، ويروى عن «ذوي العلم بأخبار الماضين، والمعرفة بأمور السالفين» أن نمرود كان واليا من قبل الضحاك.
وتزعم الفرس أنه منهم و تنسيه إليهم
ثم ينقلب الضحاك عربيا في الشاهنامه وينسب إلى اليمن ويجعل مستقره بيت المقدس ولعل هذا بقية محرّفة من تاريخ قورش مع ملك بابل واليهود. وتداول جمهور المؤرّخين من العرب والفرس هذه الأسطورة وساقوا نسبه في العرب. ووضع بعض مؤلفي الفرس بين آباء الضحاك تاجا وهو أبو العرب ومنهم من يقول (تاز) بدل تاج ويدعى أنه من أجل هذا سميت اللغة العربية (نازى) وسمى العرب (تازيان) باللسان الفارسي. وكأن بعض الرواة حاول أن يفسر اختلاف الروايتين في نسبة الضحاك إلى العرب أو إلى الفرس فقال إن جمشيد زوّج أخته من بعض أشراف أهل بيته وملّكه اليمن فولد الضحاك هناك وولاه جمشيد اليمن.
و اسمه هو الضحاك بن قيس بن الهنو بن الازد 
و هناك قول الضحاك بن قيس بن الاهيوب بن الازد لكن الأرجح اذا كان عربيًا  انه من ابن الهنوء و دائمًا ما تفاخروا فيه الأزد و القبائل اليمانيه ابناء كهلان و حمير به 

## ضحاك في الشاهنامة

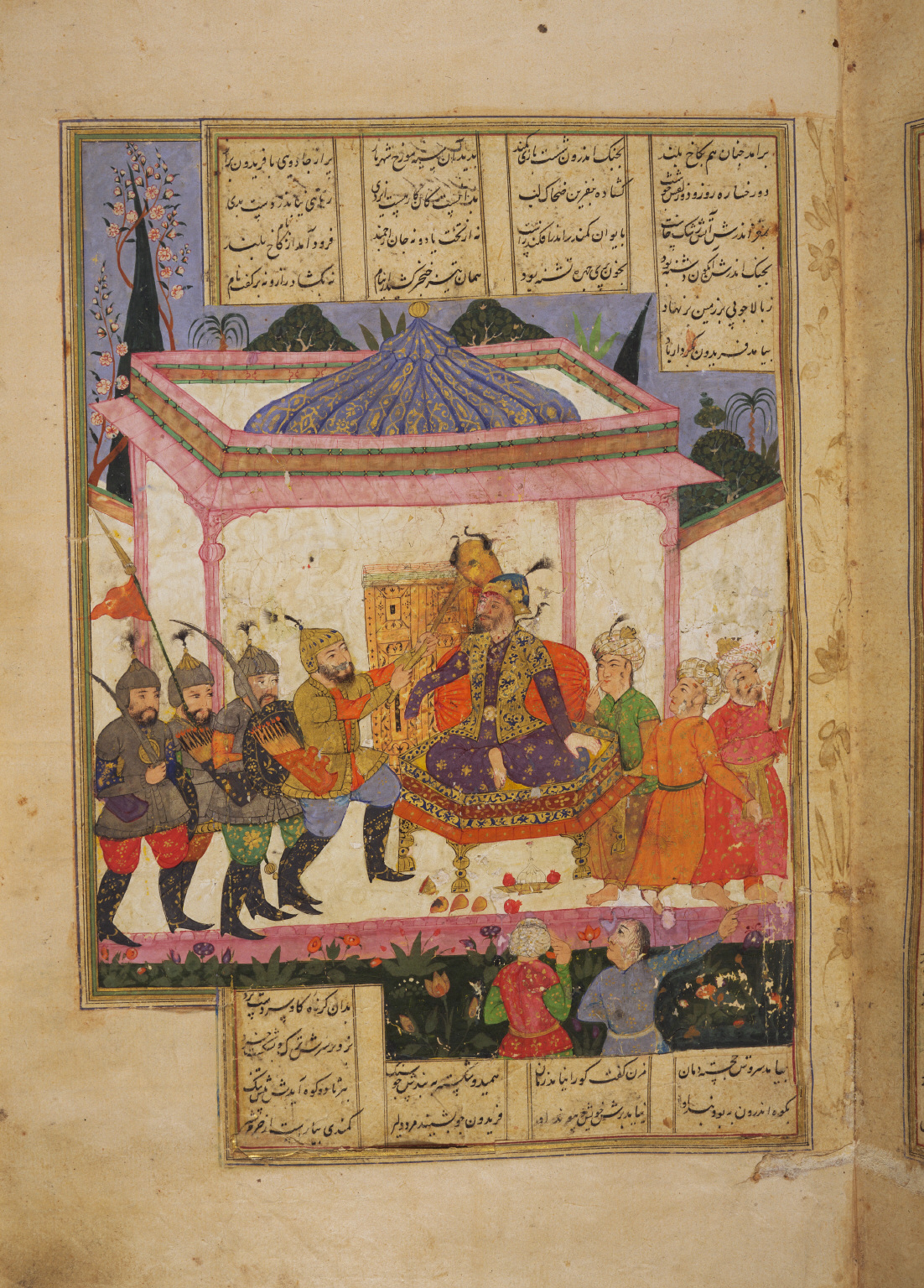
محاصرة فريدون قصر الضحاك والسيطرة على ثرواته - الشاهنامه 22:33

قتل ضحاك أباه مرداس وأصبح ملك العرب. فظهر له إبليس في زي الطباخ فقبله وقلده المطبخ الخاص. وكان ضحاك أول من أكل اللحم وكان الناس يقتاتون بالنبات. ودخل إبليس عليه يوما فقال له ضحاك أن يقترح عليه حاجة يقضيها له وطلب إبليس منه أن يقبل منكبيه. فأذن ضحاك فيه. فتقدّم إبليس وقبل منكبيه، وساخ في الأرض. فخرج من كل واحد من منكبيه حية سوداء. ولذلك يلقب ضحاك بماردوش. (ثعبانان على منكبيه)
ورأى ضحاك في المنام أن زوال ملكه يكون على يد ملك اسمه فريدون وبث الرسل في أطراف البلاد في طلب فريدون وأمر بقتل رجالاً كثيراً. ففزعت أمّ فريدون عليه وهربت فسلمت ابنها على راعي المواشي. وبعد أن كبر فريدون ذهب وكاوه الحداد لحرب الضحاك. حتى أسر فريدون الضحاك وقيده في مغارة على جبل دماوند في إيران.